# 2012年光山县小学生被砍伤事件
2012年光山县小学生被砍伤事件是指2012年12月14日在中国河南省信阳市光山县文殊乡陈棚村完全小学发生的23名小学生被闵拥军用菜刀砍伤的事件。该事件发生后，光山县人民政府迅速封锁消息，使用各种手段和措施人为制造障碍阻止新闻媒体记者进入该地采访调查，事发当日中国中央电视台新闻联播中未对此事件进行报道，官方媒体新华网对事件进展进行了通报。

## 凶犯
闵拥军，36岁，文殊乡邹棚村桃元组人，父亲闵正安，闵拥军从16岁开始患癫痫症，病情加重后有暴力倾向。

## 事件

### 背景
河南省是被中国政府称作邪教的“全能神”（又名东方闪电、实际神）在中国的发源地，该教在信阳市附近广泛传播。有说法说闵拥军听到罗陈乡金星村老人金国珠的“世界末日”言论，有所感触。13日晚间，闵拥军跑出了家门，整晚没有回家。但这个说法为闵拥军的母亲所否认，他的母亲称：“这两年我看着他寸步不离，没见他接触过什么邪教，也从没听他说过世界末日。”

### 经过
2012年12月14日清晨，闵拥军在光山县文殊乡陈棚村完全小学的校门外追着学生打。住在学校校门对面的84岁老太太向家英目睹情况后，前往劝阻。闵拥军旋即把目标转向向家英，追到向家英的家里，夺过他们家的一把菜刀，砍在向家英的脸上，老太太被砍倒。
7点，闵拥军持菜刀闯入学校，用菜刀砍教室的窗户，用脚踢开门，看到人就用刀砍，一共砍伤23人。学生看到惨状后呼喊救命，学校一名邹姓老师拿起一条警棍驱赶闵拥军，把闵拥军逼退到学校校门口。一名学生家长王仁明、一个魏姓老汉和一个男子听到呼救声赶过来，四人和闵拥军对峙，魏姓老汉用扫帚打掉闵拥军手中的菜刀。闵拥军又捡起一块石头，随后，闵拥军的石头也被打掉。王仁明和邹姓老师立即用绳子把闵拥军捆绑起来。这时候，周围已经聚集了一堆闻讯而来的村民。
7点41分，文殊乡派出所的警察到来，带走了闵拥军。

## 抢救
该事件一共有受伤学生23人，其中7人重伤。另有1名84岁的老人重伤。另外还有一名群众受伤。23名学生都是留守儿童。

## 审案结果

### 凶犯处理
光山县县委、光山县县政府建立了“12.14案件处理领导小组”，邀请了侦查专家帮助破案、医疗专家帮助救治伤者，在12月17日宣布破案结果：
经过公安机关14日以来的紧张侦办和调查取证，初步认定犯罪嫌疑人闵拥军因受“世界末日”谣言影响持刀伤害无辜群众和学生的行为，已构成以危险方法危害公共安全罪，光山县人民检察院已于12月16日批准逮捕，对其作案动机、过程和相关证据进一步侦查调查，对其患有癫痫病史及作案时对其行为的辨认、控制能力的鉴定将严格依法进行。

### 责任人处理
2012年12月17日晚上，光山县县委对该事件首批责任人做出处理：
主持陈棚完小工作的副校长张宗柱、文殊中心学校校长王生应、文殊派出所所长裴广斌给予撤职；分管教育的文殊乡党委委员、武装部长徐明予以免职。负责对该校进行安全检查工作的县教体局副主任科员、督导室主任徐前进，文殊派出所指导员王恩泽被免职。

## 质疑

### 当地官方态度
记者去陈棚村采访时，村干部有私事不在；去光山县人民政府采访时，教育局干部正在办公室玩电脑游戏；记者询问犯罪人是否有精神病时，光山县县委领导回复“讨论这有啥意义？”

### 地方政府封锁消息
中国政府官方媒体新华网曝光：该事件发生后，光山县人民政府迅速封锁消息、集体失声、拒见记者，使用各种手段和措施人为制造障碍阻止新闻记者进入该地采访调查，光山县人民政府原计划在12月15日举行新闻发布会介绍情况，但是食言。不过在17日晚间，光山县人民政府否认封锁消息。

### 对教师施压
2012年12月18日，记者赴陈棚村完全小学采访，遭到一名梁姓老师的拒绝，该老师透露光山县县委宣传部下令该校教师禁止接受任何新闻机构的采访，而记者去光山县县委宣传部，其旗下组织光山通讯部的公务员正在赶稿写一群开车自愿护送学生去医院的热心人。

### 教育问题
2012年12月17日，河南省人民政府门户网大河网发出专文《光山：努力办好人民满意的教育》，转载自中共信阳市委机关报《信阳日报》，距学生被砍事件才3天却大力赞扬当地教育成绩，引發网友抨击和批评。17日，《信阳日报》对其文章的发布向网友和读者表示道歉，“新闻职业素养差、工作责任心不强”。

### 学校安保
光山县文殊乡陈棚村完全小学一共有学生300多人，该学校只有1名保安，致使闵拥军持菜刀如入无人之境。

### 留守儿童
由于受伤23名学生都是留守儿童，引发了关于留守儿童的问题。

### 医疗问题
英国广播公司认为，中国社会的急剧变化和陈旧的医疗系统难以互相适应，这导致社会无法为精神疾病患者提供有效的治疗，从而使此类事件多次发生。